# Diócesis de Aquis
La diócesis de Aquis fue una sede episcopal católica visigoda fundada por el rey Wamba en Lusitania en 677 y anulada por el concilio de Toledo de 681. 

## Institución
Fue el rey Wamba quien en el año 677 conminó al metropolitano de Mérida, Esteban, a fundar una nueva diócesis que sólo abarcaría territorialmente al monasterio de Aquis, donde se conservaban los restos de san Pimenio de quien el monarca era devoto. 
El primer y único obispo de esta nueva diócesis fue Cuniuldo, supuestamente abad del monasterio. 
El hecho de que la fundación de la diócesis fuese cometida al obispo emeritense hace suponer que Aquis se encontraba en la provincia de Lusitania, aunque se desconoce su situación exacta; algunos autores elucubran con que fuera Talavera,
Aquae Flaviae (Chaves),
Cazalegas,
Valdefuentes o "algún lugarejo que se llamaba Aqua" cercano a Mérida.
La existencia de monasterios-obispado donde el abad tenía también la dignidad de obispo no era nueva en la península ibérica, aunque sí poco habitual: 
en el siglo anterior habían sido erigidas la diócesis de Dumio en Portugal sobre el monasterio del mismo nombre y la de Britonia en Galicia, fundada por los bretones sobre el monasterio de Máximo. Tampoco fue la única diócesis erigida arbitrariamente por Wamba, que también elevó a esta categoría la iglesia pretoriense de san Pedro y san Pablo, en los arrabales de Toledo.

## Desaparición
| «No conviene que se ordenen obispos para las aldeas y lugarcillos». |
| «La diócesis que jamás tuvo obispo, no le tenga».                   |

Tras la retirada del trono de Wamba en 680, en enero del año siguiente su sucesor Ervigio convocó el XII Concilio de Toledo, donde el obispo Esteban planteó la cuestión de la nueva diócesis, manifestando que su creación había sido forzada por el rey y solicitando por ello el perdón de la iglesia. 
El concilio dictaminó que la institución de la sede había sido contraria a los usos eclesiásticos; la diócesis de Aquis fue abrogada, el monasterio volvió a su condición abacial y Cuniuldo, considerado inocente por haber sido nombrado por instancia del rey y no por ambición propia, mantuvo su dignidad episcopal a la espera de ocupar la próxima diócesis que quedara vacante, siendo poco después nombrado obispo de Itálica.